# Jeremy Maçon

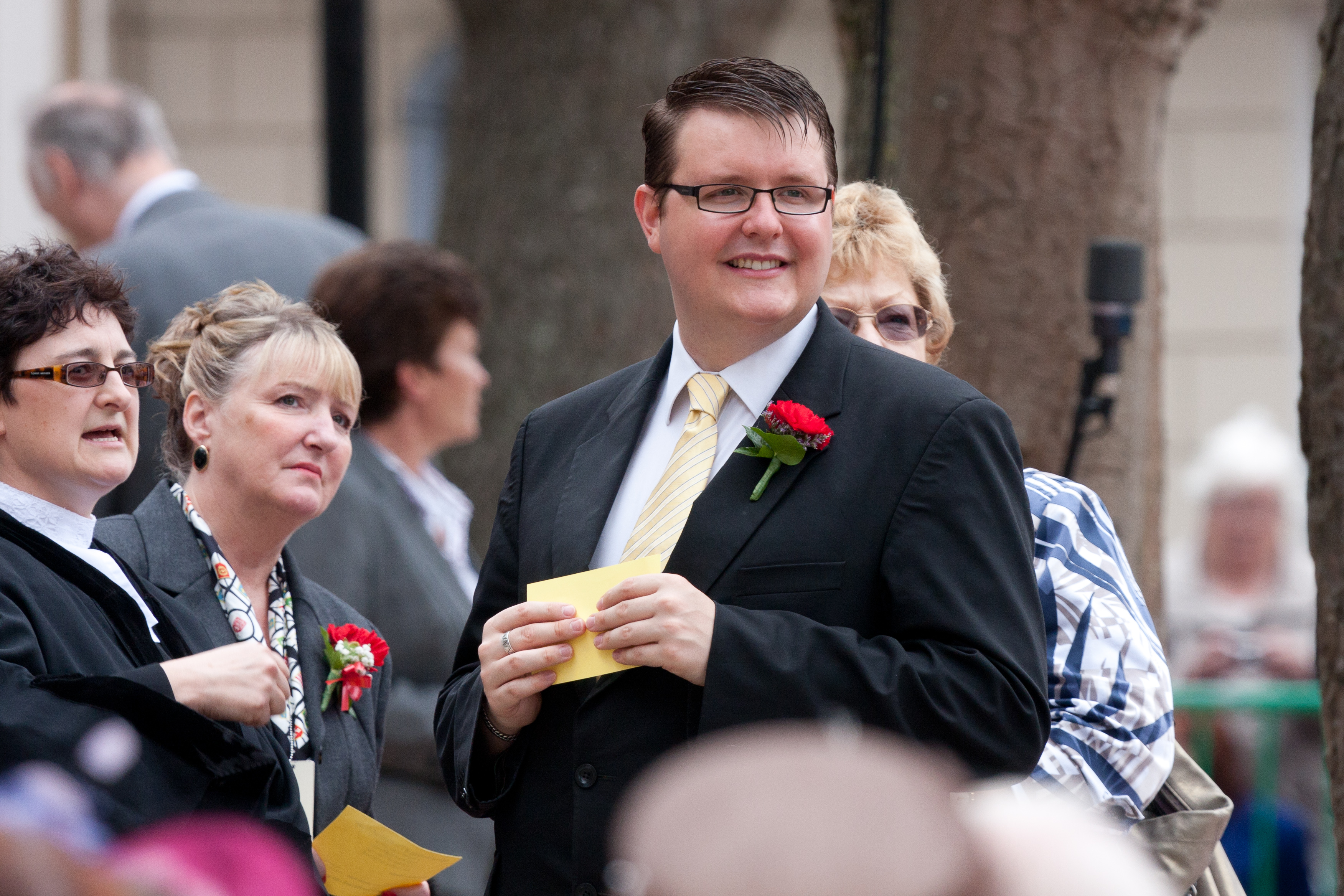
Jeremy Maçon (2012)

Jeremy Martin Maçon (* 1987) ist ein Politiker aus Jersey.

## Leben
Jeremy Martin Maçon, dessen Familie seit dem 18. Jahrhundert auf Jersey lebt, ist das Zweitälteste von vier Kindern von Martin Maçon und dessen Ehefrau Nellie Maçon. Nach dem Besuch der Grundschule La Pouquelaye, der Sekundarschule Haute Valleé sowie der weiterführenden Schule in Hautlieu absolvierte er ein Studium an der University of Plymouth. Im Anschluss war er Koordinator für die Unterstützung von Projekten tätig. Er wurde am 8. Dezember für den Wahlkreis St. Saviour 1 erstmals als Mitglied der 53-köpfigen States of Jersey vereidigt und als solcher 2011, 2014 und 2018 wiedergewählt.
Nachdem sich am 4. Juni 2018 John Le Fondré bei der Wahl zum Chief Minister von Jersey mit 30 zu 19 Stimmen gegen den Amtsinhaber Ian Gorst durchsetzen konnte, wählte am 7. Juni 2018 das Parlament die Kabinettsmitglieder. Dem Ministerrat (Council of Ministers) gehören neben Chief Minister Le Fondré unter anderem Ian Gorst als Außenminister, Len Norman als Innenminister sowie Susie Pinel als Schatzministerin an. Jeremy Maçon übernahm im Kabinett Le Fondré die Ämter als Minister für Wohnungsbau und Kinder sowie als Mitglied des Forums für Diversität. Dem Ministerrat gehören aktuell zwölf Mitglieder an. Er war zudem Mitglied des Exekutivkomitees von Jersey der Commonwealth Parliamentary Association (CPA). Im Zuge einer Kabinettsumbildung übernahm er als Minister für Bildung und Kinder.
Nach der Entlassung von Jeremy Maçon am 24. März 2021 übernahm Chief Minister Le Fondré kommissarisch auch das Amt als Minister für Bildung und Kinder. Grund seiner Entlassung war seine Festnahme durch die Polizei von Jersey, wobei Gründe der Festnahme nicht bekannt wurden. Er wurde gegen Kaution freigelassen, bis weitere Untersuchungen anstehen. 